# تصويت زائد
يحدث التصويت الزائد عندما يصوت الفرد لأكثر من الحد الأقصى لعدد الخيارات المسموح بها في المنافسة. وينتج عن ذلك صوت باطل ولا يتم احتسابه في إحصاء الأصوات النهائي.
أحد الأمثلة على التصويت الزائد هو التصويت لمرشحين في سباق واحد مع وجود تعليمات تشير إلى «عدم التصويت لأكثر من مرشح». يشير كتاب قواعد النظام لروبرت إلى أن مثل هذه الأصوات تعد غير قانونية: «إذا صوت الناخب لعدد كبير جدًا من المرشحين للمنصب نفسه، وعلى الرغم من أن هذا الجزء من الاقتراع يكون غير قانوني لأنه ليس من الممكن لفارزي الأصوات تحديد من هو العضو المراد التصويت له».
يمكن للتصويت الناقص مع التصويت الزائد (المعروف باسم الأصوات الباطلة) أن تكون مؤشرًا أكاديميًا لتقييم دقة نظام التصويت عند تسجيل هدف الناخب.
بينما يعد التصويت الزائد في نظام التصويت التعددي غير قانوني دائمًا، ففي بعض الأنظمة الانتخابية الأخرى بما في ذلك التصويت بالموافقة، يكون هذا الأسلوب في عملية الاقتراح صحيحًا وبالتالي فإن عدم صحة حالات التصويت الزائد تكون غير ممكنة.
في عالم الشركات فإن مصطلح «التصويت الزائد» يصف الحالة التي يصوت فيها الفرد لوكلاء متعددين أكثر مما هو مصرح به، أو للحصص أكثر من التي يمتلكونها في السجل.

## وصلات خارجية
- USATODAY.com - How USA TODAY and others examined overvote